# Lepidocolaptes duidae
El trepatroncos del Duida (Lepidocolaptes duidae), también denominado trepatroncos duida (en Colombia) o trepadorcito del Duida (en Venezuela), es una especie de ave paseriforme de la familia Furnariidae, subfamilia Dendrocolaptinae, perteneciente al numeroso género Lepidocolaptes. Es nativa del norte de la cuenca amazónica centro occidental en América del Sur.

## Distribución y hábitat
Se distribuye en las selvas húmedas, principalmente de terra firme del noroeste de la Amazonia, en el este de Colombia (Vichada, Vaupés), sur de Venezuela (oeste y sur de Bolívar, Amazonas; registro visual en Monagas), este de Ecuador, noreste de Perú y noroeste de Brasil (al oeste del río Negro y al norte del río Solimões).

## Sistemática

### Descripción original
La especie L. duidae fue descrita por primera vez por el ornitólogo estadounidense John Todd Zimmer en 1934, bajo el nombre científico «Lepidocolaptes albo-lineatus duidae», su localidad tipo es: «Campamento del Medio, 350 pies [c. 100 m], Cerro Duida, Venezuela».

### Etimología
El nombre genérico masculino «Lepidocolaptes» se compone de las palabras del griego «λεπις lepis, λεπιδος lepidos»: escama, floco, y «κολαπτης kolaptēs»: picador; significando «picador con escamas»; y el nombre de la especie «duidae», se refiere al Cerro Duida, Amazonas, Venezuela.

### Taxonomía
Es monotípica.
De acuerdo a estudios de filogenia molecular con base en datos de ADN mitocondrial se demostró la existencia de cinco grupos recíprocamente monofiléticos en el complejo L. albolineatus, cada uno correspondiendo a taxones ya nombrados, excepto uno incluyendo aves al sur de los ríos Amazonas/Solimões y oeste del Madeira a quien se describió como la nueva especie Lepidocolaptes fatimalimae, Rodrigues et al. 2013. La distancia genética incorrecta, par a par, entre estos clados variaba desde 3.4% (entre duidae, fatimalimae, fuscicapillus, y layardi) a 5.8% (entre layardi y albolineatus). Vocalmente, estos cinco clados/taxones moleculares también probaron ser muy distintos, reforzando el argumento a su tratamiento como especies independientes. La Propuesta N° 620 al Comité de Clasificación de Sudamérica (SACC) aprobada en diciembre de 2013, reconoció la nueva especie L. fatimalimae y elevó al rango de especies plenas a las anteriormente subespecies de albolineatus Lepidocolaptes duidae, L. fuscicapillus y L. layardi (este último posteriormente considerado como  una subespecie de L. fuscicapillus).